# Brachycorythis
Brachycorythis är ett släkte av orkidéer. Brachycorythis ingår i familjen orkidéer.

## Dottertaxa tillBrachycorythis, i alfabetisk ordning[1]
- Brachycorythis acuta
- Brachycorythis angolensis
- Brachycorythis basifoliata
- Brachycorythis buchananii
- Brachycorythis congoensis
- Brachycorythis conica
- Brachycorythis disoides
- Brachycorythis friesii
- Brachycorythis galeandra
- Brachycorythis helferi
- Brachycorythis henryi
- Brachycorythis iantha
- Brachycorythis inhambanensis
- Brachycorythis kalbreyeri
- Brachycorythis laotica
- Brachycorythis lastii
- Brachycorythis macowaniana
- Brachycorythis macrantha
- Brachycorythis mixta
- Brachycorythis neglecta
- Brachycorythis obcordata
- Brachycorythis ovata
- Brachycorythis paucifolia
- Brachycorythis peitawuensis
- Brachycorythis pilosa
- Brachycorythis pleistophylla
- Brachycorythis pubescens
- Brachycorythis pumilio
- Brachycorythis rhodostachys
- Brachycorythis sceptrum
- Brachycorythis splendida
- Brachycorythis tanganyikensis
- Brachycorythis tenuior
- Brachycorythis thorelii
- Brachycorythis velutina
- Brachycorythis wightii